# Dürrach
La Dürrach est une rivière autrichienne puis allemande, longue de 14,5 km qui coule dans les länder du Tyrol et de la Bavière. Elle est un affluent de l'Isar.

## Source de la traduction
- (de) Cet article est partiellement ou en totalité issu de l’article de Wikipédia en allemand intitulé « Dürrach » (voir la liste des auteurs).